# Ellen Johnson Sirleaf

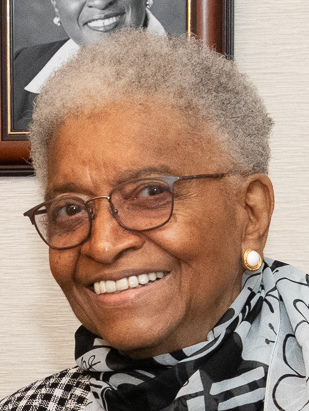
Ellen Johnson Sirleaf (2022)

Ellen Johnson Sirleaf (* 29. Oktober 1938 in Monrovia) ist eine liberianische Ökonomin und Politikerin. Sie war vom 16. Januar 2006 bis zum 22. Januar 2018 die 24. Präsidentin von Liberia und die erste Frau, die durch eine Wahl das Amt eines Staatsoberhauptes in Afrika erlangte. 2011 erhielt sie den Friedensnobelpreis.

## Leben
Ihren für ein Studium qualifizierenden Schulabschluss machte Sirleaf bereits 1955. Sie ist verwitwet, hat vier Söhne und sechs Enkelkinder.
Im Gegensatz zu den meisten Angehörigen der liberianischen Oberschicht hat sie keine afroamerikanischen Vorfahren. Ihr Vater gehörte dem Volk der Gola an. Ihr Großvater mütterlicherseits stammte aus Deutschland. „Der Vater meiner Mutter war ein deutscher Händler in Greenville im Sinoe County. Er hat dort eine Marktfrau vom Lande geheiratet, meine Großmutter“, sagte sie im Januar 2006 in einem Interview mit der britischen BBC. Ihr Großvater musste das Land verlassen, als Liberia im Ersten Weltkrieg dem Deutschen Reich den Krieg erklärte. Ihre Großmutter mütterlicherseits entstammte dem Volk der Kru.
Sirleaf ist aktives Mitglied der Evangelisch-methodistischen Kirche. Zusammen mit George W. Bush wurde sie eingeladen, vor der Generalkonferenz 2008 der United Methodist Church als methodistisches Staatsoberhaupt eine Ansprache zu halten. 2009 erschien ihre Autobiographie Mein Leben für Liberia. Die erste Präsidentin Afrikas erzählt.
Für ihren gewaltfreien Kampf für die Sicherheit von Frauen und Frauenrechte wurde ihr 2011 gemeinsam mit ihrer Landsfrau Leymah Gbowee und der Jemenitin Tawakkul Karman der Friedensnobelpreis verliehen.
Am 19. März 2012 verteidigte Sirleaf in einem Interview mit der britischen Zeitung The Guardian das Gesetz zur Strafverfolgung Homosexueller in Liberia, eine geplante Verschärfung werde sie aber nicht unterzeichnen.
Sirleafs Name tauchte 2017 in den Dokumenten der Paradise Papers auf. Sie war von April 2001 bis September 2012 Direktorin der Songhai Financial Holdings Ltd. auf den Bermudas, eine Tochtergesellschaft der Investmentgesellschaft Databank Brokerage Ltd. Der Ghanaische Finanzminister Ken Ofori-Atta gründete die Databank Brokerage Ltd mit und war mit Sirelaf Co-Direktor Johnson der Songhai Financial Holdings.
Ellen Johnson Sirleaf ist seit 2019 Mitglied des Zusammenschlusses von herausragenden ehemaligen Staatsmännern und -frauen, Friedensaktivisten, Menschenrechtlern sowie prominenten Intellektuellen The Elders, der 2007 von Nelson Mandela auf Initiative von Peter Gabriel und Richard Branson gegründet wurde. Ziel der Gruppe ist es, die Erfahrung, die Beziehungen und den öffentlichen Einfluss der Mitglieder zur Lösung globaler Probleme einzusetzen.

## Berufliche Laufbahn
Sirleaf studierte ab 1961 in den USA, wo sie einen Abschluss in Rechnungswesen an der University of Wisconsin–Madison und einen Abschluss in Wirtschaftswissenschaften an der University of Colorado at Boulder erhielt. Von 1969 bis 1971 studierte sie Wirtschaftswissenschaften und Öffentliche Verwaltung an der Harvard University. Dieses Studium schloss sie als Master of Public Administration ab.
Von 1972 bis 1973 war sie Finanzministerin (Secretary of State for Finance) unter Präsident William Tolbert. Nach dessen Sturz und Ermordung im Jahr 1980 ging sie ins Exil nach Kenia, wo sie von 1982 bis 1985 als Vizepräsidentin der Citibank für Afrika tätig war.
1985 bewarb sie sich um einen Sitz im Senat. Ihre Ablehnung des seit 1980 bestehenden Regimes von Samuel Doe führte zu ihrer Inhaftierung und Verurteilung zu zehn Jahren Gefängnis. Nach kurzer Zeit wurde sie wieder freigelassen und ging wiederum ins Exil. Von 1986 bis 1992 war sie Vizepräsidentin der Equator Bank in Washington, D.C., danach bis 1997 Leiterin des Entwicklungsprogramms der Vereinten Nationen für Afrika. Daneben war sie für die Weltbank sowie eine Reihe weiterer Institutionen tätig und schrieb mehrere Bücher über afrikanische Wirtschaftspolitik.
Während des liberianischen Bürgerkriegs unterstützte sie zunächst Charles Taylor gegen Doe, sprach sich aber später gegen ihn aus. Bei den Präsidentschaftswahlen von 1997 kandidierte sie erfolglos gegen Taylor. Sie erreichte 9,58 % der Stimmen, Taylor 75,33 %. 1999 gehörte sie zu den sieben Persönlichkeiten, die von der Organisation für Afrikanische Einheit mit der Untersuchung des Völkermords in Ruanda beauftragt wurde.
- 1972–1973: Finanz-Staatssekretärin der Liberianischen Regierung
- 1979–1980: Finanzministerin der Liberianischen Regierung
- 1982–1985: Vize-Präsidentin des Africa Regional Office der Citibank, Nairobi
- 1986–1992: Vize-Präsidentin und Vorstandsmitglied der Equator Bank, Washington (D.C.)
- 1992–1997: Direktorin des UN Development Programme, Regional Bureau for Africa
- 1997: Parteichefin der Unity Party
- 2004–2005: Präsidentin der Commission on Good Governance (Liberia)
- 2005: Parteichefin der Unity Party; Kandidat für das Amt des Staatspräsidenten

Sirleaf war außerdem:
- Gründungsmitglied des International Institute for Women in Political Leadership
- Mitglied des Beratungsgremiums der Modern Africa Growth and Investment Company
- Mitglied des Finanzkomitees of Modern Africa Fund Managers
- Präsidentin der Liberian Bank for Development and Investment
- Präsidentin der Kormah Development and Investment Corporation
- Senior Loan Officer der Weltbank
- Vize-Präsidentin der Citibank
- zwischen 2016 und 2017 Vorsitzende der Westafrikanischen Wirtschaftsgemeinschaft
- 2020–2021 eine der beiden Vorsitzenden des Independent Panel for Pandemic Preparedness and Response, das im Auftrag der Weltgesundheitsorganisation die internationale Reaktion auf die Corona-Pandemie aufarbeitete und Verbesserungsvorschläge machte: „COVID-19: Make it the Last Pandemic“.

## Präsidentschaftswahlen 2005 und 2011
Nach Taylors erzwungenem Rücktritt im Oktober 2003 kehrte sie nach Liberia zurück und unterstützte die Übergangsregierung von Gyude Bryant. Bei der Präsidentschaftswahl 2005 war sie die Kandidatin der Unity Party, deren Führung sie übernommen hatte. Auch mit der Unterstützung von Exil-Liberianern (beispielsweise des Journalisten Joseph Bartuah) erreichte sie im ersten Wahlgang am 11. Oktober 2005 mit 175.520 Stimmen bzw. 19,8 % den zweiten Platz nach dem ehemaligen Fußballspieler George Weah, der 28,3 % der Stimmen erreichte. Am 8. November 2005 gewann Sirleaf mit 57,9 % der Stimmen die Stichwahl gegen Weah, der Unregelmäßigkeiten bei der Auszählung beklagte. Ihr Sieg wurde am 23. November 2005 trotz der anhängigen Beschwerde durch die Wahlkommission bestätigt.
Ellen Johnson Sirleaf wurde am 16. Januar 2006 als Nachfolgerin von Gyude Bryant in ihr Amt eingeführt.
Bei der Präsidentschaftswahl im November 2011 wurde Sirleaf mit 90,2 % der Stimmen wiedergewählt, nachdem die Opposition die Stichwahl boykottiert hatte.

## Auszeichnungen

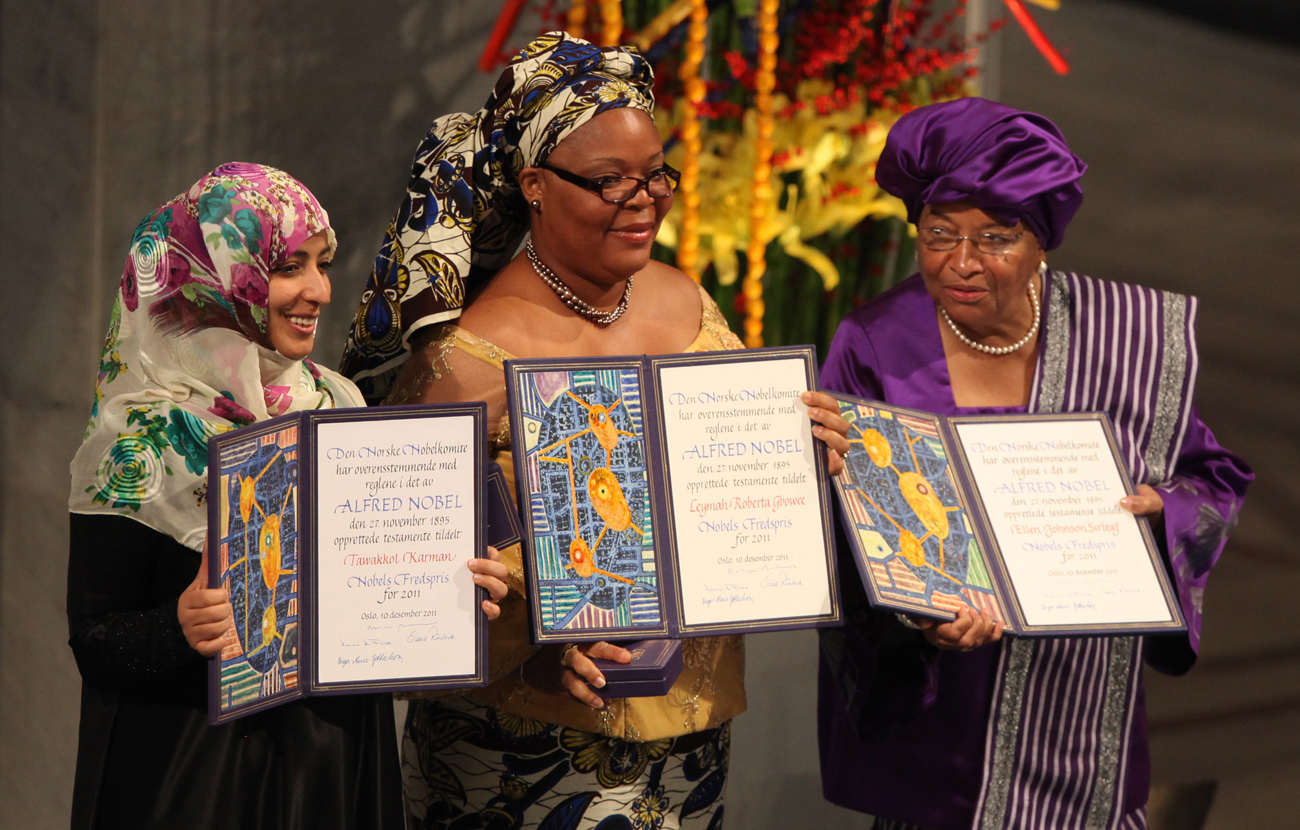
Ellen Johnson Sirleaf mit Leymah Gbowee und Tawakkul Karman bei der Verleihung des Friedensnobelpreises 2011

- 1988 Four Freedoms Award, in der Kategorie Meinungsfreiheit[13]
- Ralph Bunche International Leadership Award
- Grand Commander Star of Africa Redemption of Liberia
- Commandeur de l’Ordre du Togo
- 2006 Africa Prize for Leadership for the Sustainable End of Hunger
- 2007 Presidential Medal of Freedom, die höchste zivile Auszeichnung der Vereinigten Staaten
- 2007 Bishop John T. Walker Distinguished Humanitarian Service Award[14]
- 2011 Friedensnobelpreis, zusammen mit Leymah Gbowee und Tawakkul Karman[1]
- 2014 Collane des Verdienstordens Pro Merito Melitensi (Souveräner Malteserorden)[15]
- 2014 Weltwirtschaftlicher Preis
- 2017 Mo-Ibrahim-Preis für gute Regierungsführung in Afrika
- 2018 Order of the Companions of OR Tambo, Südafrika[16]
- 2020 Africa’s 50 Most Powerful Women, Forbes[17]

## Veröffentlichungen (Auswahl)
- The Outlook for Commercial Bank Lending to Sub-Saharan Africa (1992)
- From Disaster to Development (1991)
- This Child Will Be Great. Memoir of a Remarkable Life by Africa's First Woman President (2009)
- Ellen Johnson Sirleaf: Mein Leben für Liberia: die erste Präsidentin Afrikas erzählt. In: Autobiographie. Krüger-Verlag, Frankfurt a. M. 2009, ISBN 978-3-8105-1940-5 (Originaltitel: This Child Will Be Great: Memoir of a Remarkable Life by Africa’s First Woman President.).
- Ellen Johnson Sirleaf: Inaugural Address of Her Excellency Ellen Johnson Sirleaf, President of the Republic of Liberia Monrovia, Liberia  January 16, 2006. In: The African Presidential Archives and Research Center (Hrsg.): State of Afrika Report 2007. 2007, Liberia, S. 72–79 (englisch, Volltext als Digitalisat [PDF; 6,6 MB]).
- Ellen Johnson Sirleaf: Annual Message by Her Excellency  Ellen Johnson Sirleaf, President of the Republic of Liberia, to the Third Session of the Fifty-Second  National Legislature Monrovia, Liberia January 28, 2008. In: The African Presidential Archives and Research Center (Hrsg.): State of Afrika Report 2008. 2009, Liberia, S. 76–95 (englisch, Volltext als Digitalisat [PDF; 5,8 MB]).
- Ellen Johnson Sirleaf: Annual Message by Her Excellency Ellen Johnson Sirleaf, President of the Republic of Liberia, to the Fourth Session on the Fifty-Second National Legislature  (Monrovia, Liberia January 26, 2009). In: The African Presidential Archives and Research Center (Hrsg.): State of Afrika Report 2009. 2009, Liberia, S. 50–79 (englisch, Volltext als Digitalisat [PDF; 6,3 MB]).